# Erwin Axer

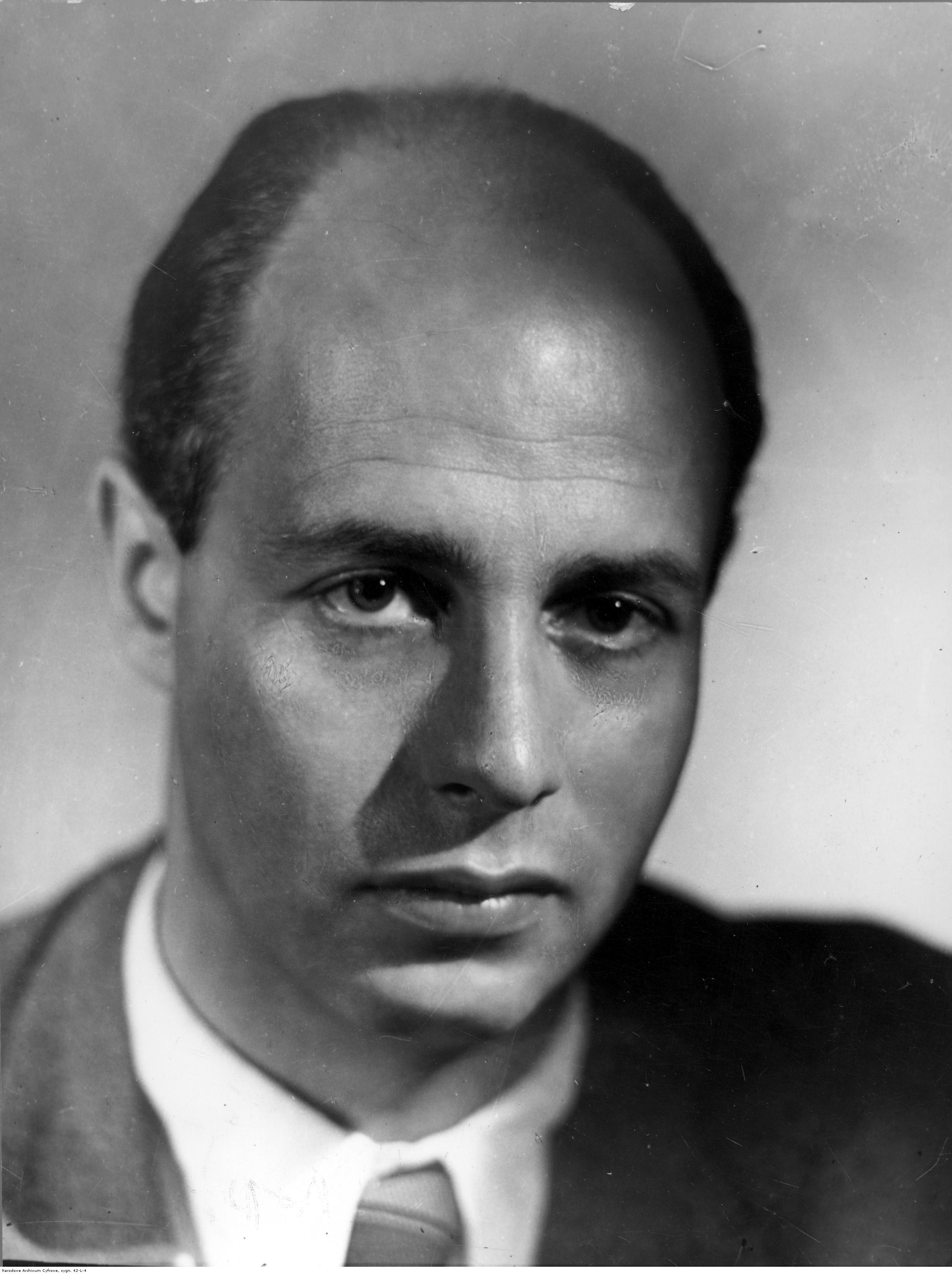
Erwin Axer

Erwin Axer (Viena, Austria, 1 de enero de 1917- 5 de agosto de 2012) fue un director de teatro polaco, escritor y profesor universitario. A la cabeza hace mucho tiempo de Teatr Współczesny en Varsovia, con la que también llevó a cabo numerosas obras de teatro en el extranjero, sobre todo en países de habla alemana, en los EE. UU. y Leningrado (URSS).

## Vida y carrera
Aunque nació en Viena, Erwin Axer pasó la mayor parte de sus primeros años en Lwów (hoy Lviv, Ucrania). Nacido en una familia acomodada de Maurycy Axer, señaló un abogado, el joven Erwin decidió dedicar su vida al teatro. A finales de 1930 su debut fue Moon of the Caribbes de Eugene O'Neill. En 1938 también llevó a cabo Nędza uszczęśliwiona por Maciej Kamieński y The Tidings Brought to Mary de Paul Claudel. Al año siguiente se graduó en el Instituto Estatal de Arte Teatral y dirigió Miss Julie de August Strindberg. Sin embargo, la guerra defensiva de Polonia y el estallido de la Segunda Guerra Mundial puso fin a su carrera. Pasó los primeros años de ocupación soviética en Lwów, donde se ganaba la vida actuando y con puesta en escena de dramas en el Teatro Dramático de Polonia que fue controlado por los comunistas, el único teatro en lengua abierto en la ciudad. Sin embargo, después de la toma alemana de la ciudad y el arresto de su padre, Axer se trasladó a Varsovia.
Tomó parte en la sublevación de Varsovia de 1944 y fue prisionero por los alemanes, siendo enviado a una cantera en Alemania como esclavo trabajador. Después de la guerra volvió a Polonia, y en 1946 se convirtió en el jefe del Teatro de Cámara de la Casa de los Soldados de Lodz, una institución que se trasladó a Varsovia el año siguiente y se cambió el nombre a Współczesny Teatr. Axer dirigió el teatro durante casi 40 años y se retiró sólo en 1981, tras la imposición de la ley marcial en Polonia. Entre 1954 y 1957 también dirigió el Teatro Nacional, el escenario más prestigioso de la Polonia de posguerra. Desde 1949 fue también profesor en la Academia de teatro con sede en Varsovia. A partir de 1962 Axer dirigió con regularidad obras de teatro en el extranjero. Entre los países que visitó fueron Alemania, Suiza, URSS, EE. UU. y los Países Bajos.Fue invitado por Georgy Tovstonogov para dirigir tres conciertos en el Teatro Dramático de Bolshói en Leningrado, el primero de ellos, "La resistible ascensión de Arturo Ui" de Bertolt Brecht en 1963, fue reconocido como uno de los mejores espectáculos de la década y que tuvo una profunda influencia en la nueva generación de directores rusos. Desde 1972 ha sido un colaborador del Burgtheater de Viena.